# Bataille d'Abensberg
Cinquième Coalition
Batailles
Campagne d'Allemagne et d'Autriche
- Sacile
- Teugen-Hausen
- Raszyn
- Abensberg
- Landshut
- Eckmühl
- Ratisbonne
- Neumarkt
- Radzymin (en)
- Caldiero
- Dalmatie
- Ebersberg
- Piave
- Malborghetto
- Linz (en)
- Essling
- Sankt Michael
- Stralsund
- Raab
- Gratz
- Wagram
- Korneuburg
- Stockerau
- Gefrees (en)
- Hollabrunn
- Schöngrabern (en)
- Znaïm
- Ölper

Batailles navales
- Martinique
- Sables-d'Olonne
- Île d'Aix
- Walcheren
- Lissa
- Pelagosa

Campagne de l'île Maurice
- Sainte-Rose
- Saint-Paul
- Île Bonaparte
- Grand Port
- Île de France
- Tamatave

Campagne d'Espagne
Rébellion du Tyrol
La bataille d'Abensberg eut lieu le 20 avril 1809, pendant la guerre de la Cinquième Coalition. Elle opposa l'Empire français et ses alliés de la confédération du Rhin, Wurtemberg et Bavière, à l'empire d'Autriche, seule puissance continentale de la coalition. Elle s'acheva par une victoire française non décisive.

## Contexte
Napoléon Ier avait dû quitter le champ de bataille de la guerre d'Espagne pour faire face à l'offensive de l'Autriche, désireuse de prendre sa revanche de sa défaite d'Austerlitz en 1805. L'armée française du Rhin, commandée par le maréchal Berthier, devait être rejointe par les jeunes recrues amenées par Napoléon et par les contingents de l'armée wurtembergeoise et de l'armée bavaroise. Cependant, le télégraphe optique, à cause du mauvais temps, ne permit pas de coordonner efficacement les mouvements des troupes qui se trouvèrent divisées en plusieurs corps, celui du maréchal Davout marchant au nord du Danube vers Ratisbonne, ceux d'Oudinot et Masséna au sud du fleuve, vers Augsbourg, situation dangereuse face à une armée adverse supérieure en nombre et commandée par le meilleur général autrichien, l'archiduc Charles.
Napoléon rejoignit l'armée d'Allemagne à Donauwörth dans la nuit du 16 au 17 avril : il y trouva deux corps d'armée commandés par Lannes et Lefebvre et ordonna à Davout de franchir le Danube à Neustadt pour rejoindre le gros de l'armée plus à l'est, tandis que Masséna avançait plus au sud le long de l'Isar. Le 19 avril, Davout remporta sur l'avant-garde autrichienne la bataille de Teugen-Hausen qui lui permit d'atteindre le point de rendez-vous prévu. Son rapport, trop optimiste, fit croire à Napoléon qu'il avait battu le gros de l'armée autrichienne.

## La bataille
Le matin du 20 avril, Napoléon, surestimant le succès remporté par Davout, ordonna aux troupes françaises et bavaroises de l'armée d'Allemagne, forte de 55 000 hommes, d'attaquer l'aile gauche autrichienne commandée par Johann von Hiller et forte de 42 000 hommes. L'aile droite autrichienne, commandée par l'archiduc Charles, resta à peu près inactive. Après une journée de combats, Charles ordonna la retraite de ses deux ailes. Les Autrichiens perdirent 7 000 hommes (2 800 morts et 4 000 prisonniers) ; les Français et leurs alliés, eux, environ 3 000 tués ou blessés.

## Conséquences
Bien qu'en infériorité numérique sur l'ensemble du théâtre de la campagne, les 113 000 hommes de Napoléon parvinrent à diviser les 160 000 Autrichiens en deux forces distinctes. Charles fut forcé de se retirer à l'est d'Eckmühl et Hiller au sud-est vers Landshut. Chacun fut par la suite contraint de se battre séparément. L'armée de Napoléon dut livrer quatre batailles en quatre jours, Abensberg le 20 avril, Landshut le 21, Eckmühl le 22 et Ratisbonne le 23, pour obliger les Autrichiens à évacuer la Bavière, sans parvenir à détruire le gros de l'armée autrichienne qu'il retrouvera à Essing et Wagram.